# Independente Atlético Clube
L'Independente Atlético Clube és un club de futbol brasiler de la ciutat de Tucuruí a l'estat de Pará.

## Història
El club va ser fundat el 28 de novembre de 1972.
L'equip masculí guanyà la segona divisió estatal el 2009, i la primera divisió el 2011, derrotant el Paysandu. També participà en el Campeonato Brasileiro Série D el 2011 essent derrotat pel Cuiabá 2-0 i 4-2. També té un equip femení.

## Estadi
L'Independente Atlético Clube juga els seus partits a Navegantão, amb capacitat per a 8.000 espectadors.

## Palmarès
- Campionat paraense:
  - 2011

- Campionat paraense de Segona Divisió:
  - 2009